# Galaxea paucisepta
Galaxea paucisepta is een rifkoralensoort uit de familie van de Oculinidae. De wetenschappelijke naam van de soort is voor het eerst geldig gepubliceerd in 1990 door Claereboudt.